# 女子教職員の出産に際しての補助教職員の確保に関する法律
女子教職員の出産に際しての補助教職員の確保に関する法律（じょしきょうしょくいんのしゅっさんにさいしてのほじょきょうしょくいんのかくほにかんするほうりつ、昭和30年8月5日法律第125号）は、公立の学校に勤務する女子教職員が出産する場合における当該学校の教職員の職務を補助させるための教職員の臨時的任用等に関し必要な事項を定め、もって女子教職員の母体の保護を図りつつ、学校教育の正常な実施を確保すること等に関する法律である。制定当時の題名は「女子教育職員の産前産後の休暇中における学校教育の正常な実施の確保に関する法律」。昭和36年法律第200号による改正で「女子教育職員の出産に際しての補助教育職員の確保に関する法律」となり、昭和53年法律第65号による改正で現行の題名となった。
1955年（昭和30年）8月5日に公布された。

## 構成
- 第1条（目的）
- 第2条（定義）
- 第3条（公立の学校等における教職員の臨時的任用）
- 第4条（適用除外）
- 第5条（公立学校以外の学校において講ずべき措置）
- 附則